# Buret
Buret är ett av Kenyas 71 administrativa distrikt, och ligger i provinsen Rift Valley. År 1999 hade distriktet 316 882 invånare. Huvudorten är Litein.